# 司馬凌海
司馬凌海（日语：／ Shiba Ryoukai，1840年1月2日—1879年3月11日），諱盈之（みつゆき），通稱凌海。幼名島倉伊之助，佐渡島真野町新町（現：新潟県佐渡市真野新町）出身醫學家、語言學者。愛知醫學校校長。語言學的天才，能通曉德語、英語、荷蘭語、法語、俄語、中國語等六國語言。德語學者司馬亨太郎是其長男。

## 生平
天保10年（1839年）11月28日，出生在佐渡島雑太郡新町村，亨之助是島倉栄助・ラク的長男。
6歲的時候，至佐渡的相川學館入塾讀書。明治12年（1879年）3月11日，因肺結核在神奈川縣戶塚過世，享年39歲。

## 著作
- 七新藥（司馬凌海 著、関寬齋 校）
- 和譯獨逸辭典（日本最初的德語辭典）
- 獨逸文典字類（明治4年出版）
- 朋百氏藥論（翻譯，明治2年出版）
- 藥物學（別題「百氏藥性論」）

## 其他
- 他的出身地佐渡市立真野小學校の的校園內有記念碑。
- 墓碑位於東京都港區的青山靈園（一種イ6號4側）「司馬家･小池家」
- 司馬遼太郎的小説『胡蝶の夢』中，所描述的主人公的一人。

## 關聯項目
- 順天堂大學
- 學者症候群
- 後藤新平
- 名古屋大學
- 費迪南・馮・李希霍芬